# Théâtre de la Cité Universitaire
 (août 2021).
Si vous disposez d'ouvrages ou d'articles de référence ou si vous connaissez des sites web de qualité traitant du thème abordé ici, merci de compléter l'article en donnant les références utiles à sa vérifiabilité et en les liant à la section « Notes et références ».
Ne doit pas être confondu avec Théâtre de la Cité internationale.
Le théâtre  de la Cité Universitaire est situé dans le pavillon Palasis-Prince de l'Université Laval au Québec
Il est administré par la Faculté de musique de l'Université Laval.
La salle a une capacité de 620 places.